# أوزوالدو راموس سوتو
أوزوالدو راموس سوتو (بالإسبانية: José Oswaldo Ramos Soto) هو محامي وقاضي وسياسي هندوراسي، ولد في 25 فبراير 1947 في لا سيبا في هندوراس. انتخب نائب في المؤتمر الوطني في هندوراس.